# Toussaint Fouda
Toussaint Fouda (* 1. November 1958; † 12. April 2020 in Mbalmayo) war ein kamerunischer Radrennfahrer und nationaler Meister im Radsport.

## Sportliche Laufbahn
Fouda war im Straßenradsport aktiv. Er war Teilnehmer der Olympischen Sommerspiele 1980 in Moskau. Im Mannschaftszeitfahren kamen Charles Bana, Toussaint Fouda, Joseph Kono und Nicolas Owona auf den 22. und damit vorletzten Rang.
Fouda begann im Alter von 15 Jahren in Yaoundé mit dem Radsport. 1978 und 1980 startete er im Straßenrennen der Militärweltmeisterschaften. Fouda nahm 1987 an den Afrikaspielen teil. 1985 gewann er die nationale Meisterschaft im Straßenrennen. 1990 beendete er seine Karriere als Radrennfahrer.

## Berufliches
Ab 1990 war er als Trainer und Funktionär im nationalen Sportsektor tätig.